# Karow (Plau am See)
Karow – dzielnica miasta Plau am See w Niemczech, w kraju związkowym Meklemburgia-Pomorze Przednie, w powiecie Ludwigslust-Parchim, w Związku Gmin Plau am See.
Do 31 grudnia 2010 Karow był gminą.

## Zabytki
- Dwór w Karow (Plau am See)(inne języki)
- Mauzoleum w Karow  znajduje się w parku dworskim. Zostało wybudowane w 1916 według projektu rzeźbiarza Wilhelma Wandschneidera (1866–1942) jako grobowiec Johannesa Schlutiusa w stylu epoki wilhelmińskiej (1890–1918)[2]
- na terenie Karow, na łące, rośnie okazały dąb szypułkowy, to drzewo o obwodzie 750 cm (w 1999), wiek szacuje się na 250–350 lat[3].

## Współpraca
Miejscowość partnerska:
- Diekholzen, Dolna Saksonia

## Przypisy

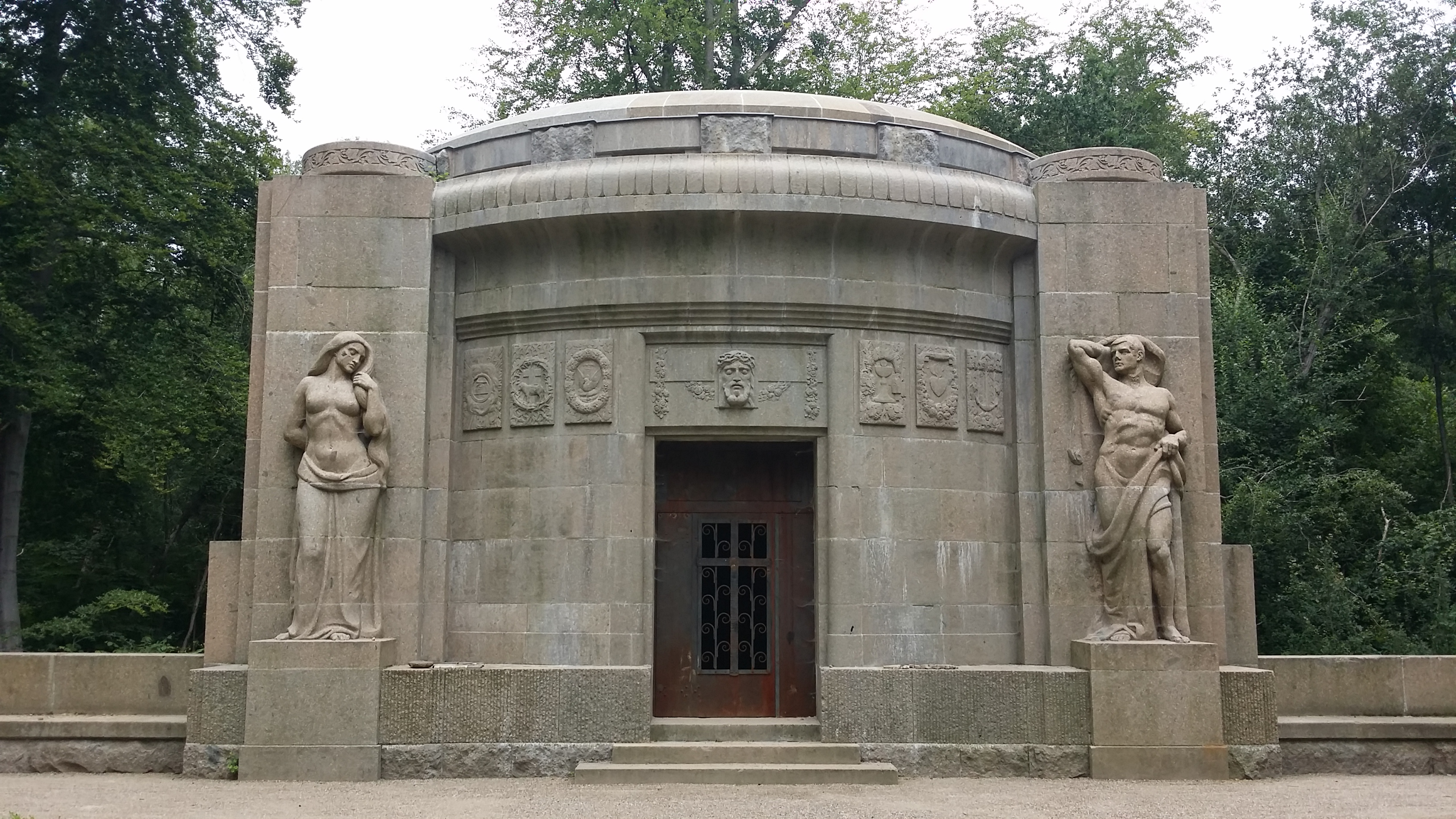
Mauzoleum